# موليانو فينيتو

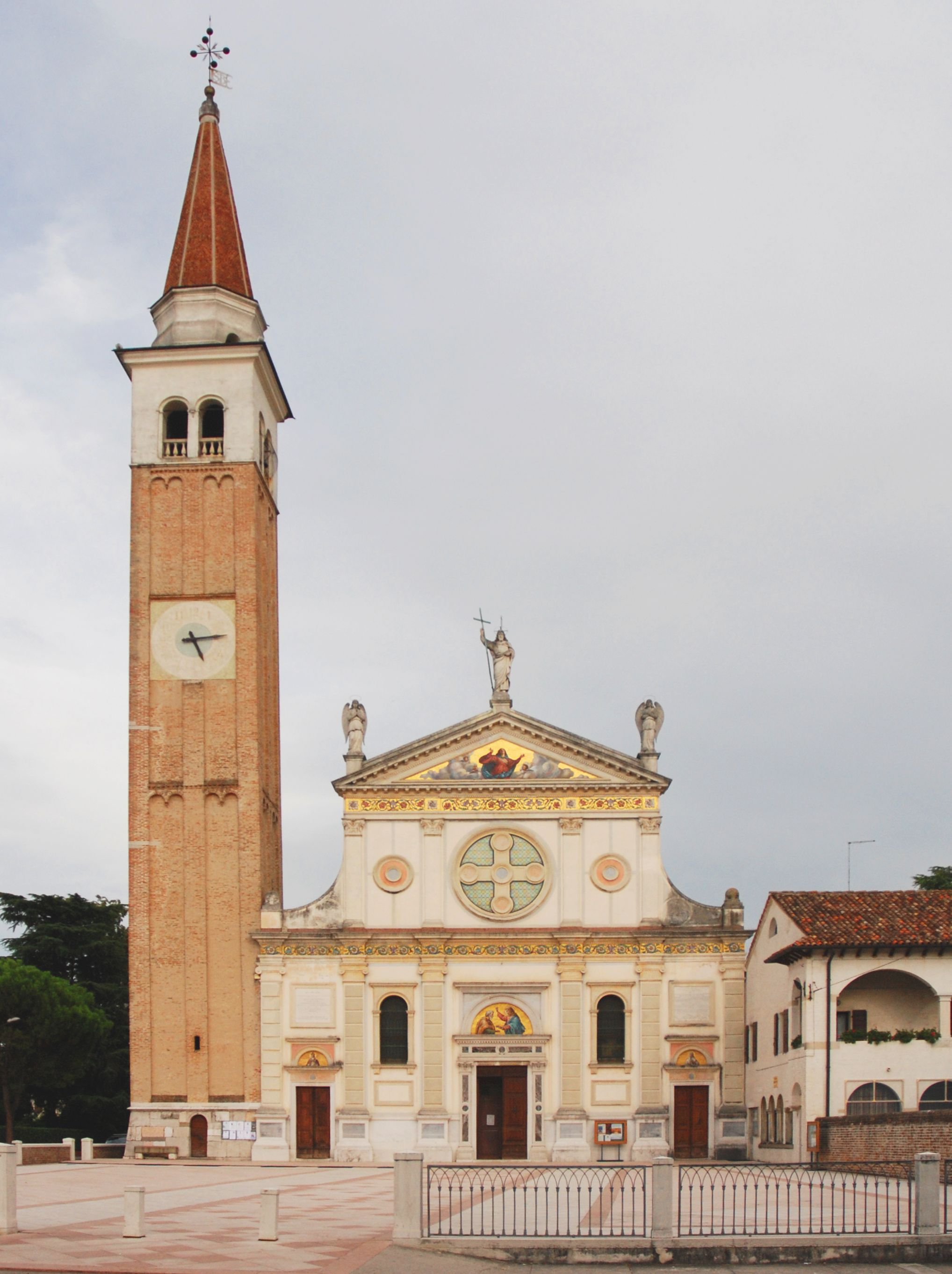
كنيسة سانتا ماريا أسونتا، في وسط المدينة

موليانو فينيتو؛ هي مدينة وبلدية في مقاطعة تريفيزو ، فينيتو ، شمال إيطاليا ، وتقع في منتصف الطريق بين ميستري ( البندقية ) وتريفيزو .

## الثقافة
موليانو فينيتو هي مسقط رأس الكاتب الروائي جوزيبي بيرتو والسوبرانو الغنائي توتي دال مونتي، وتوجد جائزة أدبية تحمل اسم بيرتو تُمنح كل عام من قبل لجنة محلية لأفضل عمل أول مكتوب باللغة الإيطالية.

## النقل
يتم قطع موليانو إلى نصفين بواسطة شارع مزدحم يُعرف باسم تيراجليو، وهو طريق تاريخي يربط بين تريفيزو وميستري/البندقية. تقع محطة قطار موغليانو فينيتو على خط السكة الحديدية المزدحم بين البندقية وأوديني، ومثلها كمثل محطة ميستر، تعمل كمدينة سكنية للأشخاص العاملين في المناطق الصناعية المحيطة، وتتوفر خدمات القطارات إلى البندقية ، تريفيزو ، أوديني ، وترييستي .

## المدن التوأم
- Ricadi, Italy
- Lisieux, France
- Mostar، Bosnia-Herzegovina

## الرياضة
نادي يونيون برو موجليانو-بريجانزيول ASD  هو فريق كرة القدم الإيطالي للمدينة وبريجانزيول وقد تأسس في عام 2012 بعد اندماج نادي ASD برو موجليانو كالتشيو (تأسس في عام 1928) ونادي ASD يونيون بريجانزيول (تأسس في عام 1962).  يلعب حاليًا في دوري الدرجة الرابعة الإيطالي بعد ترقيته من نادي إيسيلينزا فينيتو جيروني ب في موسم 2013-2014.
الملعب الرئيسي للنادي هو ستاديوم كوميونالي الذي يتسع لـ 2300 مقعد. ألوان الفريق هي الأبيض والأزرق.

## وصلات خارجية
- الموقع الرسمي